# Lutz Gabor
Pour les articles homonymes, voir Gabor.
Lutz Gabor, nom de scène de Ludwig Krewinkel, est un acteur allemand né le 11 novembre 1927 à Cologne.

## Filmographie
- 1958 : La Chatte d'Henri Decoin
- 1959 : Pourquoi viens-tu si tard ? d'Henri Decoin
- 1959 : La Valse du Gorille de Bernard Borderie : Frantz
- 1959 : Babette s'en va-t-en guerre de Christian-Jaque
- 1959 : La Verte Moisson de François Villiers
- 1960 : Sergent X de Bernard Borderie : Willy
- 1960 : Une gueule comme la mienne de Frédéric Dard : Gabor
- 1960 : Le Bois des amants de Claude Autant-Lara : le lieutenant
- 1960 : Le Bal des espions de Michel Clément
- 1961 : Arrêtez les tambours de Georges Lautner : le major allemand
- 1961 : Le Monocle noir de Georges Lautner : Mathias
- 1962 : Le Scorpion de Serge Hanin : William
- 1964 : Les Barbouzes de Georges Lautner : le colonel allemand
- 1965 : Le Majordome de Jean Delannoy : Fernand
- 1966 : Du rififi à Paname de Denys de La Patellière : Terence de Londres
- 1966 : Paris brûle-t-il ? de René Clément : un officier allemand
- 1973 : La Mère sauvage de Serge Pénard (court métrage)